# 홍정호 (축구 선수)
홍정호(洪正好, 1989년 8월 12일~)는 대한민국의 축구 선수이다. 현재 K리그1의 전북 현대 모터스 소속이며, 포지션은 센터백이다.

## 구단 경력
2010년 신인 드래프트에서 전체 1순위로 고향팀 제주 유나이티드에 입단했다. '제2의 홍명보'라는 수식어와 함께 시즌 초부터 많은 기대를 받았지만 부상으로 인해 두 달 동안 데뷔전을 치르지 못했다. 이후 5월 26일 포스코컵 조별 예선 때 광주 상무와의 홈 경기에서 데뷔전을 치렀고, 2-0 승리에 공헌했다. 7월 17일 강원과의 홈 경기에서 전반 20분만에 무회전 프리킥으로 데뷔골을 터뜨렸다. 이 날 제주는 5-0 대승을 거두었다.
2011년 개막전에서 자신을 향해 물병을 던진 부산 관중을 향해 주먹감자를 날려 퇴장을 당했으며, 이어 5경기 출전 정지와 30시간 사회 봉사, 총 벌금 920만원의 징계를 받았다. 이후 4월 24일 성남 일화 천마 전에서 복귀전을 치렀고, 2-1 승리를 이끌었다. 2011년 7월 3일, 승부조작 사건과 관련하여 검찰의 조사를 받았다. 그러나 승부조작에 가담한 것이 아니며 가담한 사실이 없다는 것을 밝히기 위해 조사를 받은 것이라고 홍정호 측과 제주 유나이티드 측이 밝혔다. 6일, 조사 결과 혐의가 없는 것으로 판명 났다.
2012년 4월 경남 FC와의 경기 도중 십자인대 부상을 입어 런던 올림픽 출전이 불발되었다.
홍정호는 2013년 8월 31일 여름 이적시장 마지막날에, 독일 분데스리가의 FC 아우크스부르크로 이적하였다. 이로써 홍정호는 대한민국의 중앙수비수로서는 강철 (오스트리아 분데스리가), 심재원 (분데스리가 2부) 이후로 유럽에 진출한 선수이자 최초의 빅리그 진출 선수가 되었다. 이후에도 주전으로 꾸준히 활약하였고, 프리시즌인 2015년 7월 12일 바이에른 뮌헨과의 텔레콤컵 4강전에서 헤딩결승골을 넣어 팀의 2-1승리로 결승진출에 기여하였으나 결승에서는 함부르크에1-2로 패해 준우승에 머물렀다. 2015년 12월 11일에 있었던 UEFA 유로파리그의 파르티잔과의 경기에서 동점골을 만들어내며 FC 아우크스부르크에 입단한 후, 데뷔골을 만들어냈고 2015년 12월 14일에 있었던 샬케 04와의 경기에서 전반 33분 선제골을 만들어내며 분데스리가 데뷔골까지 성공시키며 2경기 연속 득점을 하는 쾌거를 이룩하며 더불어 대한민국 센터백 포지션을 가진 선수중 사상 최초로 분데스리가에서 득점한 선수가 되었다.
2016년 여름 거액의 오퍼를 받고 장쑤 쑤닝으로 이적했으나, 2017년 여름 1군 등록 명단에서 제외되는 등 팀내 경쟁에서 어려움을 겪고 있다.
2018년 1월 13일 전북 현대 모터스에 1년 임대 이적으로 K리그 클래식에 리턴했다.
2020시즌을 앞두고 전북 현대 모터스로 완전이적했다.
2021 시즌에는 팀의 주장을 맡아 전북의 K리그 5연패를 이끌어냈으며, 1997년 김주성(당시 부산) 이후로 24년 만에 수비수의 최우수선수(MVP)로 선정되었다.

## 국가대표팀 경력
홍정호는 대한민국 20세 이하 대표팀 출신으로 2009년 FIFA U-20 월드컵에서 대한민국을 8강으로 이끈 주역 중 하나였다.
2010년 8월, 조광래 감독의 부름으로 성인 대표팀에 처음 뽑힌 후, 8월 11일 나이지리아와의 친선 경기에서 데뷔전을 치렀다. 2010년 9월 7일 열린 이란과의 친선 경기에서는 선발 출장하여 후반 44분 교체될 때까지 경기를 소화하였다. 이 경기는 대한민국이 0 - 1로 패배하였다. 홍정호는 카타르에서 열린 2011 아시안컵에 부상을 당한 박주영 대타로 참가했다
2011년 6월, 홍정호는 구자철을 대신하여 올림픽 대표팀의 새로운 주장으로 선임되었다. 그러나 K리그 경기 중 윤신영의 과격한 태클로 인한 부상으로 엔트리에서 제외되어 런던행이 무산되었고, 구자철이 주장이 되었다.
홍정호는 2013년 11월 15일 스위스와의 홈경기에서 A매치 데뷔골을 넣으며 팀의 2 - 1 승리에 일조했다. 홍정호는 홍명보의 신임을 받고 2014 브라질 월드컵에 출전했고 모든 경기에 출전했다.
2016년 9월에 월드컵 예선 카타르전, 이란전 명단에 포함되었으나, 카타르전에서 경고 2개를 범하는 등 부진한 플레이를 보였다.
2017년 3월에 열린 월드컵 예선에서는 중국전, 시리아전에 포함되었으며, 시리아전에 자신의 A매치 2호골을 기록하였다. 결과적으로 러시아월드컵 본선 진출에 소중한 승점3점을 획득하는데 결정적으로 기여하였다.

## 경력 통계

### 클럽
2019년 12월 1일 기준
| 클럽                    | 시즌    | 리그 | 리그 | 국내 컵 | 국내 컵 | 리그 컵 | 리그 컵 | 대륙 대회 | 대륙 대회 | 통산 | 통산 |
| 클럽                    | 시즌    | 출장 | 득점 | 출장    | 득점    | 출장    | 득점    | 출장      | 득점      | 출장 | 득점 |
| ----------------------- | ------- | ---- | ---- | ------- | ------- | ------- | ------- | --------- | --------- | ---- | ---- |
| 제주 유나이티드         | 2010    | 21   | 1    | 3       | 0       | 5       | 0       | -         | -         | 29   | 1    |
| 제주 유나이티드         | 2011    | 16   | 0    | 2       | 0       | 0       | 0       | 6         | 0         | 24   | 0    |
| 제주 유나이티드         | 2012    | 9    | 0    | 0       | 0       | -       | -       | -         | -         | 9    | 0    |
| 제주 유나이티드         | 2013    | 11   | 1    | 3       | 0       | -       | -       | -         | -         | 14   | 1    |
| FC 아우크스부르크       | 2013-14 | 16   | 0    | 0       | 0       | -       | -       | -         | -         | 16   | 0    |
| FC 아우크스부르크       | 2014-15 | 17   | 0    | 0       | 0       | -       | -       | -         | -         | 17   | 0    |
| FC 아우크스부르크       | 2015-16 | 19   | 2    | 3       | 0       | -       | -       | 2         | 1         | 24   | 3    |
| 장쑤 수닝               | 2016    | 12   | 2    | 3       | 0       | -       | -       | 0         | 0         | 15   | 2    |
| 장쑤 수닝               | 2017    | 12   | 1    | 1       | 0       | -       | -       | 6         | 2         | 19   | 3    |
| 전북 현대 모터스 (임대) | 2018    | 25   | 1    | 0       | 0       | -       | -       | 5         | 0         | 30   | 1    |
| 전북 현대 모터스 (임대) | 2019    | 30   | 2    | 0       | 0       | -       | -       | 7         | 0         | 37   | 2    |
| 통산                    | 통산    | 187  | 10   | 15      | 0       | 5       | 0       | 26        | 3         | 233  | 13   |

### 국가대표 득점 기록
| # | 경기일     | 경기장소       | 상대팀 | 득점 | 결과 | 비고                                     |
| - | ---------- | -------------- | ------ | ---- | ---- | ---------------------------------------- |
| 1 | 2013/11/15 | 대한민국, 서울 | 스위스 | 1-1  | 2-1  | 친선 경기                                |
| 2 | 2017/03/28 | 대한민국, 서울 | 시리아 | 1-0  | 1-0  | 2018년 FIFA 월드컵 아시아 지역 최종 예선 |

## 등번호

### K리그
- 15 (2010년 ~ 2012년,  제주 유나이티드)
- 51 (2013년,  제주 유나이티드)
- 26 (2018년 ~ 현재,  전북 현대 모터스)

### 분데스리가
- 20 (2013년 ~ 2016년,  아우크스부르크)

### 중국 슈퍼리그
- 26 (2017년,  장쑤 쑤닝)

## 방송
- 2022년 JTBC 《뭉쳐야 찬다2》 - 게스트

## 수상 내역
아우크스부르크
- 텔레콤컵 : 준우승 (2015)

 제주 유나이티드
- K리그1 : 준우승 (2010)

 전북 현대 모터스
- K리그1 : 우승 (2018, 2019, 2020, 2021)
- FA컵 우승 2회 (2020년, 2022년)
- FA컵 준우승 1회 (2023)

 대한민국
- 아시안 게임 축구 : 동메달 (2010)
- AFC 아시안컵 : 3위 (2011)

개인
- K리그 베스트 11 : 2010, 2019, 2020, 2021
- K리그 최우수선수상 : 2021

## 기타
홍정호의 친형인 홍정남도 축구 선수로 활동하였다.